# Fa mayor
Su tonalidad relativa es re menor, y su tonalidad homónima es fa menor. Contiene los acordes fa mayor, sol menor, la menor, si bemol mayor, do mayor, re menor y mi disminuido.

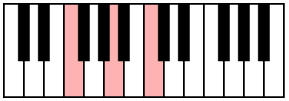
El acorde de triada: fa-la-do.

## Usos
Fa mayor es la tonalidad natural del corno inglés, el corno di basseto, la trompa en fa, la trompeta en fa y la tuba wagneriana. Así, la música en fa mayor para estos instrumentos está escrita en do mayor. La mayoría de ésta suena una quinta justa más grave que lo escrito, con la excepción de la trompeta en fa que suena una cuarta justa aguda.
De las seis oberturas que Francesco María Veracini escribió para el príncipe de Dresde, muchas están en fa mayor o en si bemol mayor debido a las limitaciones de los instrumentos de vientos de la orquesta del príncipe. También en Fa hay un arpegio de fa bemol mayor (que se forma con una tercera mayor, una tercera menor y una cuarta justa).
Beethoven escribió su Sinfonía n.º 6 op. 68, "Pastoral" y su Sinfonía n.º 8 op. 93 en fa mayor. Vivaldi utilizó esta tonalidad para el "Otoño" de Las Cuatro Estaciones, RV 293. La Sinfonía n.º 3 de Brahms también está en fa mayor.

## Obras clásicas famosas con esta tonalidad
- Ludwig van Beethoven:
  - Sinfonía n.º 6 en fa mayor, op. 68, "Pastoral".
  - Sinfonía n.º 8 en fa mayor, op. 93.
  - Cuarteto de cuerda n.º 16 en fa mayor, op. 135.
- Wolfgang Amadeus Mozart:
  - Cuarteto de cuerda n.º 23 en fa mayor, KV 590.
  - Concierto para piano n.º 19 en fa mayor, KV 459.
  - "Se vuol ballare" de Las Bodas de Fígaro, KV 492.
  - Sonata para piano n.º 12 en fa mayor, KV 332.
- Johann Sebastian Bach:
  - Conciertos de Brandeburgo n.º 1, BWV 1046.
  - Conciertos de Brandeburgo n.º 2, BWV 1047.
- Frédéric Chopin:
  - Estudio op. 10 n.º 8.
  - Estudio op. 25 n.º 3.
  - Nocturne Op. 15, n.º 1.
- Johannes Brahms:
  - Sinfonía n.º 3 en fa mayor, op. 90.
  - Ein deutsches Requiem (Un réquiem alemán), op. 45.
  - Quinteto de cuerda n.º 1 en fa mayor, op. 88.
- Franz Liszt:
  - Soirée italienne. Six amusements

| Tonalidad   | 7 ♭       | 6 ♭        | 5 ♭       | 4 ♭       | 3 ♭       | 2 ♭       | 1 ♭      | 0        | 1 ♯       | 2 ♯      | 3 ♯       | 4 ♯       | 5 ♯        | 6 ♯       | 7 ♯       |
| Modo mayor: | do♭ mayor | sol♭ mayor | re♭ mayor | la♭ mayor | mi♭ mayor | si♭ mayor | fa mayor | do mayor | sol mayor | re mayor | la mayor  | mi mayor  | si mayor   | fa♯ mayor | do♯ mayor |
| Modo menor: | la♭ menor | mi♭ menor  | si♭ menor | fa menor  | do menor  | sol menor | re menor | la menor | mi menor  | si menor | fa♯ menor | do♯ menor | sol♯ menor | re♯ menor | la♯ menor |